# Stazione di Badolato
Stazione di Badolato vasútállomás Olaszországban, Calabria régióban, Badolato településen. Az állomás 1875-ben nyílt meg.

## Vasútvonalak
Az állomást az alábbi vasútvonalak érintik:
- Jonica-vasútvonal

## Kapcsolódó állomások
A vasútállomáshoz az alábbi állomások vannak a legközelebb:
- Stazione di Sant'Andrea dell'Jonio
- Stazione di Santa Caterina dello Ionio